# 판례 인용법
다음은 나라마다 사용하는 판례 인용 표기법이다. 법원에서 판결이 나면 판결문을 공식 판례집에 싣는데 후에 과거 판례를 인용할 때 이 판례집 번호를 표기한다. 영미법체계에서는 판례가 구속력을 가지므로 판결문마다 수많은 인용을 할 필요가 생기며 이를 위해 짧게 요약하여 표기하는 방법이 발달하였다.
보통 판례 인용 방식은 다음 정보를 표기한다.
- 판례집 이름
- 판례집 판
- 페이지 번호
- 판결 연도

## 대한민국

### 일반 판례 인용
대법원 2007.7.26. 선고 2007다29119 판결. 
대한민국의 판례인용은 다음과 같은 순서에 의한다. 경우에 따라 판례공보집과 그 페이지를 덧붙이는 때도 있다.
- 재판법원(위의 예에서 '대법원')
- 선고날짜(위의 예에서 '2007. 7. 26.')
- 소 제기 된 해(위의 예에서 '2007년')
- 사건부호(위의 예에서 '다'). 주요 사건 부호는 아래와 같다.
  - 민사
    - 민사 제1심 단독사건 - 가단
    - 민사 제1심 합의사건 - 가합
    - 민사항소사건 - 나
    - 민사상고사건 - 다

  - 형사
    - 형사 제1심 단독공판사건 - 고단
    - 형사 제1심 합의공판사건 - 고합
    - 형사항소공판사건 - 노
    - 형사상고공판사건 - 도
    - 형사항고사건 - 로
    - 치료감호1심사건 - 감고
    - 치료감호항소사건 - 감노
    - 치료감호상고사건 - 감도
    - 형사재항고사건 - 모
    - 형사준항고사건 - 보
    - 비상상고사건 - 오
    - 즉결심판사건 - 조
    - 형사신청사건 - 초

  - 행정
    - 행정 본안 1심 - 구합
    - 행정 본안 1심 재정단독사건 - 구단
    - 행정 본안 항소 - 누
    - 행정 본안 상고 - 두

  - 헌법재판소 결정
    - 위헌법률심판사건 - 헌가
    - 탄핵사건 - 헌나
    - 헌법재판소법 제68조 제1항 헌법소원사건 - 헌마
    - 헌법재판소법 제68조 제2항 헌법소원사건 - 헌바
- 사건의 일련번호(위의 예에서 '29119'. 그 해에 대법원에 접수된 29119번째 사건이라는 뜻이다.)
- 재판의 종류: 종류에 따라 '선고' 혹은 '결정'이라 표현한다.

학자에 따라, 대판(大判)이나 대결(大決)의 축약어를 사용하기도 한다.

### 판례공보 인용
대법원의 판례공보 인용은, 미국, 독일과 같은 방식을 사용한다. 즉 선고연원일과 사건번호가 아예 없다. 인용하기가 매우 쉽다.
공2012하, 1590
"공"은 판례공보를 말한다. 대법원에서 매달 2회 발행한다. 정해진 것은 아니지만 대략 매달 60개 판례 정도를 공보한다. 페이지 수를 연속으로 누적하여, 1년에 상권 하권의 2권을 발간한다.
"2012"는 2012년 판례공보라는 의미이다. 2012년 선고된 판례라는 의미이다.
"하"는 2012년 판례공보가 상권 하권 2권으로 발행되었는데, 그 하권이라는 의미이다. 상하권이라고 페이지 번호가 새로 사작되는 것은 아니다.
"1590"은 페이지 번호이다. 2012년 1590쪽 판례라는 의미이다.

### 사건 번호

#### 법원
| 사건                                   | 부호   |
| -------------------------------------- | ------ |
| 민사1심합의사건                        | 가합   |
| 민사1심단독사건                        | 가단   |
| 민사소액사건                           | 가소   |
| 민사항소사건                           | 나     |
| 민사상고사건                           | 다     |
| 민사항고사건                           | 라     |
| 민사재항고사건                         | 마     |
| 민사특별항고사건                       | 그     |
| 민사준항고사건                         | 바     |
| 민사조정사건                           | 머     |
| 화해사건                               | 자     |
| 과태료사건                             | 과     |
| 독촉사건                               | 차     |
| 전자독촉사건                           | 차전   |
| 민사공조사건                           | 러     |
| 민사가압류,가처분등 합의사건           | 카합   |
| 민사가압류,가처분등 단독사건           | 카단   |
| 약식사건                               | 고약   |
| 약식정식재판청구1심단독사건            | 고정   |
| 전자약식사건                           | 고약전 |
| 형사1심합의사건                        | 고합   |
| 형사1심단독사건                        | 고단   |
| 소송구조등사건                         | 카구   |
| 소송비용액확정결정 신청사건            | 카확   |
| 확정된 소송기록에대한 열람신청사건     | 카열   |
| 기타민사신청사건                       | 카기   |
| 부동산등경매사건                       | 타경   |
| 채권등집행사건                         | 타채   |
| 기타집행사건                           | 타기   |
| 비송합의사건                           | 비합   |
| 형사보상청구사건                       | 코     |
| 비송단독사건                           | 비단   |
| 즉결심판사건                           | 조     |
| 행정1심사건                            | 구합   |
| 행정1심재정단독사건                    | 구단   |
| 행정항소사건                           | 누     |
| 행정상고사건                           | 두     |
| 행정항고사건                           | 루     |
| 행정재항고사건                         | 무     |
| 행정특별항고사건                       | 부     |
| 행정준항고사건                         | 사     |
| 행정신청사건                           | 아     |
| 특허1심사건                            | 허     |
| 특허상고사건                           | 후     |
| 특허재항고사건                         | 흐     |
| 특허특별(준)항고사건                   | 히     |
| 특허신청사건                           | 카허   |
| 선거소송사건                           | 수     |
| 선거상고사건                           | 우     |
| 선거항고(재항고, 준항고, 특별항고)사건 | 수흐   |
| 선거신청사건                           | 주     |
| 특수소송사건                           | 추     |
| 특수신청사건                           | 쿠     |
| 의무불이행자감치등사건                 | 정드   |
| 의무불이행자감치등항고사건             | 정브   |
| 의무불이행자감치등재항고사건           | 정스   |
| 과태료체납자감치사건                   | 정과   |
| 과태료체납자감치항고사건               | 정러   |
| 과태료체납자감치재항고사건             | 정머   |

#### 헌법재판소
| 사건                                        | 부호 |
| ------------------------------------------- | ---- |
| 위헌법률심판사건                            | 헌가 |
| 탄핵심판사건                                | 헌나 |
| 정당해산심판사건                            | 헌다 |
| 권한쟁의심판사건                            | 헌라 |
| 헌법소원심판사건(헌법재판소법 제68조 제1항) | 헌마 |
| 헌법소원심판사건(헌법재판소법 제68조 제2항) | 헌바 |
| 헌법재판소 각종 신청사건                    | 헌사 |
| 헌법재판소 각종 특별사건                    | 헌아 |

## 캐나다
캐나다의 판례 인용법은 크게 중립 인용(neutral citation), 판례집 인용, 전자 인용으로 나뉜다. 인용법에 따라 표기 사항과 그 순서가 다르다.
'맥길 가이드(McGill Guide)'로 알려진 '캐나다 동일표준 법 인용 가이드(Canadian Guide to Uniform Legal Citation)'의 인용법이 일반적인 인용법으로 쓰이지만 법원이나 기관, 출판사 또는 학교마다 표기법의 관행이 다를 수 있다.

### 표기 사항

#### 사건의 이름(case name)
- 사건의 이름은 ‘v’(versus/대)를 사이에 두고 소를 제기하는 측(원고, 신청인, 청원인, 상소인 등)의 성(姓)을 앞에, 소송을 당한 측(피고, 응답인, 피상소인 등)의 성을 뒤에 쓴다. '캐나다 동일표준 법 인용 가이드(The Canadian Guide to Uniform Legal Citation)'는 'versus' 약자에 마침표를 쓰지 않는데, 법원 관행에 따라 마침표를 써 'v.'로 표기해야 할 때도 있다.[1]
- 피고가 상소 하는 경우 피고가 상소인이 되어 그의 성이 앞으로 올 수 있는데 사건의 이름을 그대로 유지하는 법원도 있다.[2]
- 사건의 이름은 기울기를 주거나 밑줄을 긋는다.
- 형사사건의 경우 검사(crown attorney, crown counsel 또는 crown prosecutor)가 원고이기 때문에 ‘v’ 앞에 정부 또는 국가를 뜻하는 ‘R’[라틴어로 군주(Regina 또는 Rex)를 의미]을 쓰고 피고인의 성을 ‘v’ 뒤에 쓴다. 사건의 공식이름에선 ‘R’이 아니라 ‘Her Majesty The Queen’ 또는 ‘His Majesty The King’이다.
- 법이나 정책 등의 합헌성과 관련한 권고적 의견(advisory opinion)을 묻는 참고적 질의(reference question)의 경우에는 'Reference re'를 쓰고 그 뒤에 주제를 쓴다.

예: Reference re Secession of Quebec, [1998] 2 SCR 217

#### 판결 연도
- 중립 인용 시 필수 표기 사항이며 사건의 이름 뒤에 숫자만 표기하는데 앞에 쉼표를 쓴다.
- 판례집 인용 시 사건의 이름 뒤에 소괄호 안에 쓰는데 이때는 쉼표를 쓰지 않는다.
- 판례집 인용 시 판례집의 출판 연도와 같을 경우 표기될 필요가 없으나, 다를 경우 표기해야 한다.

#### 법원 식별자(court identifier)
- 중립 인용 시 필수 표기 사항이며 판결 연도 뒤에 위치한다.
- 판례집 인용 시 페이지 번호 뒤에 위치하며 소괄호 안에 쓴다.
- 판례집 인용 시 경우에 따라 표기해야 하거나 표기하지 않아도 된다. 예를 들어 캐나다 대법원 판례집 S.C.R.을 인용한다면 법원을 특정할 필요가 없기 때문에 쓰지 않는다.

#### 판결 번호(ordinal number of decision)
- 중립 인용에 쓰이며 법원 식별자 뒤에 쓴다.

#### 출판 연도
- 판례집 인용에 쓰이며 사건 이름 뒤에 대괄호 안에 쓴다.(판결 연도가 있거나 있어야 할 때는 판결 연도 뒤에 그 다음으로 쓴다.)
- 고유한 권 번호(volume number)가 부여되는 판례집이 있고, 권 번호가 매해 1부터 다시 시작되는 판례집이 있다. 고유한 권 번호가 부여되는 판례집은 권 번호로 판례집을 특정할 수 있기 때문에 출판 연도 표기가 필수적이지 않다. 반대로 새로운 연도마다 권 번호가 다시 시작되는 판례집은 연도 표기가 필수적이며 이 경우 대괄호 안에 연도를 표기한다. 예를 들어 도미니온 판례집(Dominion Law Reports)은 새로운 판례집마다 고유한 권 번호가 부여돼 권 번호만 알면 판례집을 특정할 수 있지만, 캐나다 대법원 판례집(Supreme Court Reports)은 매해 판례집이 1권부터 시작돼 권 번호만으로는 무슨 연도의 판례집인지 알 수가 없다.

#### 권 번호(volume number)
- 판례집 인용에 쓰이며 출판 연도 뒤에 숫자만 쓴다.

#### 판례집 약자
- 판례집 인용에 쓰이며 판례집 이름의 약자를 쓴다.
- '캐나다 동일표준 법 인용 가이드(Canadian Guide to Uniform Legal Citation)'는 약자에 마침표를 쓰지 않는데, 법원 관행에 따라 마침표를 써야 할 때도 있다.[1]

#### 판(edition)
- 판례집 인용에 쓰이며 판례집 약자 뒤, 소괄호 안에 숫자와 서수 접미사를 쓴다.

#### 문단 번호
- 'at para'라고 쓴 뒤 판결문 안에서 인용한 문단 번호를 쓴다. 두 개 이상의 문단일 경우 'at paras'라고 쓰고 첫 문단과 끝 문단 사이에 엔대시나 하이픈을 넣는다.
- 'para'나 'paras' 뒤에 마침표를 찍는 것도 법원의 관행에 따라 다를 수 있다.

#### 페이지 번호
- 판례집 인용에 쓰이며 판결문이 시작되는 쪽의 숫자만 쓴다.
- 직접인용을 하는 경우 페이지 번호 뒤에 'at'을 쓰고 인용문이 쓰인 쪽의 숫자를 쓰기도 한다.

### 중립 인용(neutral citation)
중립 인용은 1990년대 후반부터 법원 및 행정부의 심위·심사·조사 위원회 등에서 채택되어 쓰이고 있다. 일반적으로 판례 인용 중 가장 우선시되어 한 판례 인용에 두 개 이상의 출처를 표기할 때 가장 앞에 위치한다. 인용법이 비교적 간단하다.
| 사건의 이름, | 판결 연도 | 법원 식별자 | 판결 번호 | 문단 번호       |
| ------------ | --------- | ----------- | --------- | --------------- |
| R v Baldini, | 2012      | BCCA        | 206       | at paras 56-65. |

 R v Baldini, 2012 BCCA 206 at paras 56-65.
- "R v Baldini"는 검사가 Baldini를 기소한 사건의 이름이다.
- "2012 BCCA 206 at paras 56-65"는 브리티시 컬럼비아 주 상소 법원(B.C. Court of Appeal)에서 2012년에 판결했고 판결 번호는 206이며 인용된 문단은 56에서 65문단까지임을 뜻한다.

### 판례집 인용
| 사건의 이름                     | (판결 연도), | [출판 연도] | 권 번호 | 판례집 | (판)  | 페이지 번호 | (법원 식별자) | 인용 페이지 번호 |
| ------------------------------- | ------------ | ----------- | ------- | ------ | ----- | ----------- | ------------- | ---------------- |
| Peter v Beblow,                 |              | [1993]      | 1       | SCR    |       | 980.        |               |                  |
| Leung v Hanna                   | (1999),      | [2000]      | 1       | WWR    |       | 600         | (BCSC).       |                  |
| Egan v Egan                     | (2002),      |             | 214     | DLR    | (4th) | 687         | (BCCA).       |                  |
| R v Wholesale Travel Group Inc. | (1991),      |             | 8       | CR     | (4th) | 145.        |               |                  |

Peter v Beblow, [1993] 1 SCR 980.
- "Peter v Beblow"은 Peter와 Beblow 사이에서 일어난 사건의 이름이다.
- "[1993] 1 SCR"은 1993년도 캐나다 대법원 판례집(Supreme Court Reports) 1권(volume)을 뜻한다.
- "980"은 판결문이 시작하는 페이지 번호이다.

Leung v Hanna (1999), [2000] 1 WWR 600 (BCSC).
- "Leung v. Hanna (1999)”는 1999년 판결된 Leung과 Hanna 사이에서 일어난 사건의 이름이다.
- “[2000] 1 WWR”은 2000년도 웨스턴 위클리 판례집(Western Weekly Report) 1권(volume)을 뜻한다.
- “600”은 판결문이 시작하는 페이지 번호이다.
- “(BCSC)”는 판결한 법원인 브리티시 컬럼비아 주 대법원(B.C. Supreme Court)을 뜻한다.

Egan v Egan (2002), 214 DLR (4th) 687 (BCCA).
- "Egan v Egan (2002)"은 2002년에 판결된 Egan과 Egan 사이에서 일어난 사건의 이름이다.
- "214 DLR (4th)"은 도미니온 판례집(Dominion Law Reports) 214권 4번째 판(edition)을 뜻한다.
- "687"은 판결문이 시작하는 페이지 번호이다.
- "(BCCA)"는 판결한 법원인 브리티시 컬럼비아 주 상소 법원(B.C. Court of Appeal)을 뜻한다.

R v Wholesale Travel Group Inc. (1991), 8 CR (4th) 145.
- "R v Wholesale Travel Group Inc. (1991)"은 검사가 Wholesale Travel Group Inc.을 기소해서 1991년 판결된 사건의 이름이다.
- "8 CR (4th)"은 형사판례집(Criminal Reports) 8권 4번째 판을 뜻한다.
- "145"는 판결문이 시작하는 페이지 번호이다.

### 두 개 이상의 출처(parallel citation)
한 판례를 인용하는데 두 개 이상의 출처가 요구될 때 쓰인다. 사건의 이름은 가장 앞에 한 번만 쓰고, 중립 인용이 가장 앞으로 오며, 서로 다른 출처의 표기를 쉼표로 구분해준다.
| 사건의 이름,    | 중립 인용,   | 그 외의 인용      |
| --------------- | ------------ | ----------------- |
| Kerr v Baranow, | 2011 SCC 10, | [2011] 1 SCR 269. |

Kerr v Baranow, 2011 SCC 10, [2011] 1 SCR 269.
- "Kerr v Baranow"는 Kerr와 Baranow 사이에서 일어난 사건의 이름이다.
- "2011 SCC 10"은 중립 인용으로 캐나다 대법원(Supreme Court of Canada)에서 2011년 판결했고 판결 번호는 10임을 뜻한다.
- "[2011] 1 SCR 269"는 판례집 인용으로 2011년도 캐나다 대법원 판례집 1권 269 페이지를 뜻한다.

## 미국
보통 미국에서 판례 인용은 다음 형식을 따른다.
Roe v. Wade 410 U.S. 113 (1973).
- Roe v. Wade (로 대 웨이드 사건)은 사건을 축약한 이름이다.(원고이자 상소인 제인 로과 피고인 헨리 웨이드간 소송을 뜻한다)
- 410 은 판례집 번호를 말한다.
- U.S.(United States Reports) 판례집 이름을 축약한 것이다.
- 113은 판례집의 페이지 번호이다. 판결문이 시작하는 첫장을 기준으로 한다.
- 1973은 판결이 난 연도를 말한다.

## 영국
Regina v. Wiki
- Regina는 여왕이란 라틴어로 이는 국가가 피고 또는 원고인 소송일 때 쓰인다.

## 독일
BVerfGE 82, 322
독일 연방 헌법재판소(Bundesverfassungsgerichts) 판례집 제82권 322 페이지 판례라는 의미이다.

## 같이 보기
- 블루북